# NGC 5995
NGC 5995 је спирална галаксија у сазвежђу Вага која се налази на NGC листи објеката дубоког неба.
Деклинација објекта је - 13° 45' 26" а ректасцензија 15h 48m 24,9s. Привидна величина (магнитуда) објекта NGC 5995 износи 13,6 а фотографска магнитуда 14,5. NGC 5995 је још познат и под ознакама MCG -2-40-4, NPM1G -13.0491, IRAS 15456-1336, PGC 56081.